# Vlkoš (ort i Tjeckien, Olomouc)
Vlkoš är en ort i Tjeckien.   Den ligger i regionen Olomouc, i den östra delen av landet, 230 km öster om huvudstaden Prag. Vlkoš ligger 201 meter över havet och antalet invånare är 725.
Terrängen runt Vlkoš är platt. Runt Vlkoš är det ganska tätbefolkat, med 96 invånare per kvadratkilometer. Närmaste större samhälle är Přerov, 7,0 km norr om Vlkoš. Trakten runt Vlkoš består till största delen av jordbruksmark.